# Аваевская богадельня
Аваевская богадельня (Тверское Ласточкино гнездо) — историческое здание в центре Твери, на улице Крылова, 20. Памятник архитектуры регионального значения.
Двухэтажное здание, стоящее на перекрёстке улиц Крылова и Салтыкова-Щедрина. Было построено в начале 1880-х годов в формах эклектики, приближённо стилизованных под средневековую готику, к перекрёстку улиц обращено высокой квадратной надстройкой над срезанным углом Г-образного плана. Угол богадельни венчает небольшой четверик, на котором установлены четыре башни со шпилями. Несколько башен также возвышаются над крышей в других частях здания.
После строительства в 1880-х годах здание купил купец В. П. Аваев, с целью устройства в нём богадельни. Впоследствии богадельню назвали его именем.
Здание Аваевской богадельни было использовано при съёмках фильма «Статский советник».